# Joseph Magnin
De Joseph Magnin Company was een Amerikaanse luxe speciaalzaak. Het bedrijf werd in San Francisco, Californië, opgericht door Joseph Magnin, de vierde zoon van Isaac Magnin. Laatstgenoemde was de oprichter van het warenhuis I. Magnin. Joseph Magnin Co. en I. Magnin Co. waren rivalen.

## Geschiedenis

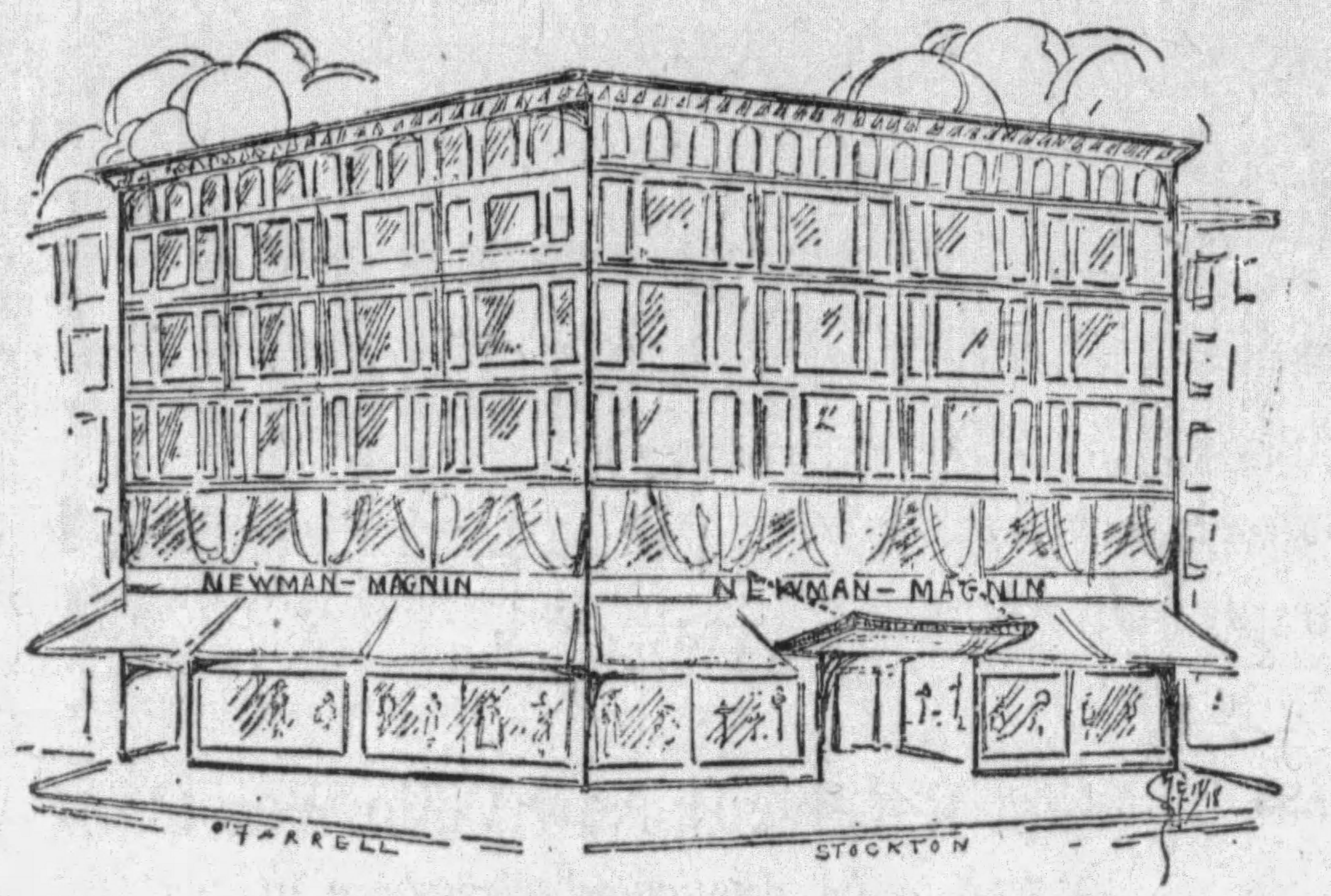
Newman-Magnin-winkel in 1918

In 1913 verliet Joseph Magnin het warenhuis I. Magnin & Co. en werd partner bij Newman-Levinson. Dit bedrijf wijzigde de naam in Newman-Magnin en in 1919 in Joseph Magnin Co.
De winkel bevond zich op de hoek van Stockton Street en O'Farrell Street. Destijds was I. Magnin Co. gevestigd op de hoek van Grant Street en Geary Street. Toen I. Magnin in 1948 de nieuwe vlaggenschipwinkel op de hoek van Stockton Street en Geary Street bouwde, lagen de twee vlaggenschipwinkels minder dan een blok uit elkaar. Het assortiment van Joseph Magnin bestond aanvankelijk uit kleding en hoeden uit het middensegment en werd gezien als een tweederangs I. Magnin. Binnen de kledingindustrie stond Joseph Magnin Co. bekend als "de andere Magnin". Jarenlang opereerde Joseph Magnin Co. in de schaduw van I. Magnin. I. Magnin had veel gevestigde leveranciers van betere mode en eiste exclusiviteit. Verkopers mochten niet meer aan Joseph Magnin verkopen als ze zaken wilden blijven doen met I. Magnin. Als reactie hierop verhuurde Joseph Magnin de leegstaande vierde verdieping van de winkel op de hoek van Stockton en O'Farrell Street een aantal jaren aan een nieuw opkomend lokaal talent, de ontwerpster/fabrikant Eleanor Green, voor haar ontwerpstudio en fabriek.
Joseph Magnin maakte soms misbruik van de verwarring die consumenten hadden over de naam Magnin, door de winkel op borden, in advertenties en in winkeltassen J. Magnin te noemen. De winkel noemde zichzelf ook wel JM .

### Naoorlogs tijdperk
Na de Tweede Wereldoorlog werd Joseph Magnin Co. onder leiding van Josephs zoon Cyril Magnin luxueuzer en begon het bedrijf zich te richten op de jongere vrouwen. De advertenties van JM waren opvallend glamoureus, verfijnd, trendy en jeugdig. Eén advertentie in de krant verscheen zonder de naam Magnin. Cyril was woedend tot iemand hem vertelde, dat het artikel was uitverkocht, omdat iedereen wist dat het een advertentie van JM was. Marilyn Monroe kocht het pak dat ze droeg toen ze trouwde in 1954 met Joe DiMaggio bij JM. 
JM was in 1967 ook verantwoordelijk voor de trouwjurk van Lynda Bird Johnson.
De winkel had ook een 'Wolves Den'-afdeling, alleen voor mannen. Mannen konden in een clubachtige ruimte zitten en winkelen, terwijl ze martini's kregen geserveerd, sigaren rookten en de aantrekkelijkste vrouwen van JM hen de koopwaar toonden.

### Verkoop en ondergang
In 1969 verkocht Cyril Magnin de onderneming aan Amfac, Inc. uit Hawaï. Amfac was eigenaar van de warenhuisketen Liberty House en andere winkels aan de westkust en op Hawaï. Cyril bleef voorzitter van de raad van bestuur van Joseph Magnin. Het bedrijf groeide uit tot een keten van 32 warenhuizen. In 1977 verkocht Amfac Joseph Magnin Co. aan investeerders onder leiding van Hillman Company en Gibbons, Green & Rice. Hillman verkocht de winkels in 1982; in 1984 vroeg Joseph Magnin Co. faillissement aan en sloot zijn winkels. 

## South Coast Plaza-winkel
Op 14 maart 1968 werd het twee verdiepingen tellende Joseph Magnin-warenhuis in het South Coast Plaza, in Orange County, Californië, geopend in de Carousel Court van het winkelcentrum. Deze winkel was bekend vanwege de oorspronkelijke architect, Frank Gehry, en de architecten en ontwerpers die aan de renovatie in 1979 werkten. Architecten Massimo en Lella Vignelli en Gere Kavanaugh ontwierpen een aantal winkelinterieurs, waaronder het restaurant in de winkel, Le Soupçon, dat was uitgerust met een groot aantal marktparasols. De renovatie was een schoolvoorbeeld van de inspanningen van de toenmalige CEO Edward Gorman om eind jaren zeventig 'nieuw leven' in de winkels te blazen.  

## Filialen
Op het hoogtepunt had Joseph Magnin maar liefst 49 winkels. Ten tijde van het faillissement had het bedrijf nog 24 filialen. Er waren winkels in:

### San Francisco
- Stockton Street bij O'Farrell Street op Union Square
- Three Embarcadero Center
- Montgomery Street bij Bush Street
- Fox Plaza
- Stonestown Galleria

### San Francisco Bay Area
- San Mateo, hoek East 4th Avenue en San Mateo Drive
- Palo Alto, Stanford Shopping Center
- San Jose, Valley Fair
- San Jose, Eastridge
- Oakland, Kaiser Center
- Berkeley, Bancroft Way 2560
- Hayward, Southland Mall
- Walnut Creek, Broadway Plaza
- Concord, Sun Valley
- Santa Rosa, Coddingtown Mall

### Regio Sacramento
- Centrumplein
- Florin Centrum
- Countryclubcentrum
- Citrus Heights, winkelcentrum Sunrise

### Overig Noord-Californië
- Carmel Plaza
- Modesto

### Zuid-Californië
- Airport Marina Hotel (ook bekend als Amfac Hotel), hoek van Lincoln Boulevard en Manchester Avenue, Westchester nabij LAX
- Los Angeles, Broadway Plaza
- Los Angeles, Canoga Park, in het Topanga Plaza
- Los Angeles, Century City Shopping Center
- Glendale, in het Glendale Fashion Center (geopend in 1966) Later verhuisde Joseph Magnin naar Glendale Galleria
- Glendale, in het Glendale Galleria
- Marina del Rey
- Santa-Barbara
- Los Angeles, Sherman Oaks Fashion Square
- Torrance, Del Amo Fasion Square
- Costa Mesa (Orange County), South Coast Plaza (geopend op 14 maart 1968)
- La Habra, in het La Habra Fashion Square (geopend op 10 augustus 1968, 1.810 m²)
- Palm Springs, Desert Fashion Plaza - (geopend in 1969, 2.400 m²)
- San Diego, Fashion Valley (geopend in 1969)
- Ventura, Buenaventura Centrum

### Nevada
- Crystal Bay, Lake Tahoe, Cal-Neva
- Stateline, Lake Tahoe, Crescent V shopping center
- Reno, Meadowood Mall
- Reno, Park Lane Centre (geopend in november 1966, 2.000 m²)
- Las Vegas, Fashion Show Mall

### Denver
- Denver, Cherry Creek Shopping Center
- Englewood, Cinderella City
- Denver, in het centrum, op de hoek van 16th Street en Stout Street

### Andere regio's
- Salt Lake City, Utah, ZCMI Center Mall
- Honolulu, Kahala Mall
- Honolulu, Amfac Center
- Aiea, Hawaii, Pearlridge Mall